# انتخابات الضفة الغربية المحلية 1972
يوم 26 تشرين الثاني 1971 اعلنت سلطات الاحتلال الإسرائيلية عن قرار اجراء انتاخابات بلدية في الضفة الغربية المحتلة، ودعت الحكومة الأردنيّة ومنظمة التحرير الفلسطينيّة إلى مقاطعتها.
وقد كانت سلطات الإحتلال الإسرائيلية قد عينت رشاد الشوا رئيساً لبلدية غزة في أيلول 1971.
وقد عُقدت الانتخابات بتاريخ 28 آذار/ مارس و2 أيار/ مايو، بموجب القانون الأردنيّ: يحق الانتخاب فقط للذكور شرط أن يكونوا أصحاب أملاك، وهو ما يشكل 10٪ من السكان. وغالبا ما يتم انتخاب رؤساء البلديات الوطنيّين المالوالين للمملكة.